# Шагала (Костанайская область)
Шагала (каз. Шағала) — упразднённое село в Аулиекольском районе Костанайской области Казахстана. Административный центр бывшего Шагалинского сельского округа, ликвидирован в 2013 году. Находится примерно в 52 км к юго-востоку от районного центра, села Аулиеколь. Код КАТО — 393655100. Ликвидировано в 2013 году.

## Население
В 1999 году население села составляло 282 человека (135 мужчин и 147 женщин). По данным переписи 2009 года, в селе проживало 18 человек (9 мужчин и 9 женщин).